# Siegfried Prokop
Siegfried Prokop (* 22. Februar 1940) ist ein deutscher Historiker.

## Leben und Wirken
Prokop, gebürtig aus dem Sudetenland, wuchs in Mecklenburg auf und erlangte das Abitur in Neubrandenburg im Jahre 1958. Anschließend studierte er von 1958 bis 1963 Geschichte und Germanistik an der Humboldt-Universität zu Berlin und an der Staatlichen Universität in Leningrad. Am 26. Juni 1967 promovierte er mit dem Thema Das Wechselverhältnis zwischen den bürgerlichen Universitätsreformbestrebungen und den staatsmonopolistischen Reorganisations-Maßnahmen im westdeutschen Hochschulwesen.
Als Lehrbeauftragter behandelte er in den siebziger Jahren Themen zur deutschen Geschichte und unternahm erste Forschungen zur Geschichte der DDR. Ab dem Jahr 1979 hatte er an der Humboldt-Universität eine Stelle als Hochschullehrer inne. Von 1983 bis 1996 lehrte er als Professor für Zeitgeschichte an der Berliner Humboldt-Universität.
Seit den 1980er Jahren wandte sich Prokop einem neuen Forschungsthema, der Sozialgeschichte der Intelligenz in der DDR, zu.
Prokop erhielt zum 31. Dezember 1991 aus „Bedarfsgründen“ und wegen „fehlender persönlicher Eignung“ eine Kündigung. Ihm wurde vorgeworfen, als Sektionsleiter an Ausschlussverfahren („Relegationen“) gegen Studenten beteiligt gewesen zu sein. Prokop gewann den Arbeitsgerichtsprozess in erster Instanz, die Revision wurde vom Landesarbeitsgericht abgelehnt. Daher wurde er gegen den Willen von Senator und Uni-Präsidentin wieder ordentlicher Professor. 1994 nahm die Hochschule in einem Vergleich die Vorwürfe zurück.
1991 gründete er gemeinsam mit Wolfgang Richter die Gesellschaft zum Schutz von Bürgerrecht und Menschenwürde e. V. (GBM).
Nach 1996 wurde er Projektleiter an der Forschungsstelle des Vereins für angewandte Konfliktforschung.
Von 2006 bis 2012 leitete Prokop als Vorstandsvorsitzender die Rosa-Luxemburg-Stiftung Brandenburg.
Seine im Jahr 2020 erschienene Autobiographie Betrogen von der Wende unterzog der Historiker Ilko-Sascha Kowalczuk einer Kritik. Er bemängelte schwere methodische Mängel im Umgang mit Quellen und schrieb, dass der Autor seine Tätigkeiten weder für die FDJ noch für die SED oder die Staatssicherheit benannt habe. Prokops Arbeiten bis 1989 bezeichnete Kowalczuk als wissenschaftlich wertlos. Seine Gastaufenthalte im Ausland hätten auf Einladungen der DDR nahestehender Personen basiert.

## Funktionen und Auslandsreisen
Prokop veröffentlichte zahlreiche Schriften zur Geschichte der DDR. Mehrere Reisen ins Ausland führten ihn als Gastprofessor nach Paris im Jahre 1987, an die Lomonossow-Universität nach Moskau 1988 und an die Concordia University in Montreal im Jahre 1991. In den Jahren 1994 bis 1996 war er Nachfolger von Wolfgang Harich als Vorsitzender der Alternativen Enquete-Kommission Deutsche Zeitgeschichte. Seit 2019 ist er Mitglied des wissenschaftlichen Beirates für die Mitteilungen. Förderkreis Archive und Bibliotheken zur Geschichte der Arbeiterbewegung.

## Schriften
- Studenten im Aufbruch: zur studentischen Opposition in der BRD, Ost-Berlin 1974
- Übergang zum Sozialismus in der DDR: Entwicklungslinien und Probleme der Geschichte der DDR in der Endphase der Übergangsperiode vom Kapitalismus zum Sozialismus und beim umfassenden sozialistischen Aufbau (1958–1963), 3. Auflage, Ost-Berlin 1986
- Deutsche Zeitgeschichte neu befragt. Sowjetische Besatzungszone Deutschlands – Deutsche Demokratische Republik (1945 bis Anfang der 60er Jahre), Ost-Berlin 1990
- Unternehmen „Chinese Wall“: die DDR im Zwielicht der Mauer, Berlin 1992, 2. Auflage Berlin 1993, ISBN 3-89406-929-5
- Sozialgeschichte der ostdeutschen Intellektuellen, 1945–1961: Zeittafel mit Stichwortverzeichnis, Berlin 1993
- Die kurze Zeit der Utopie: die „zweite“ DDR im vergessenen Jahr 1989/1990, Berlin 1994
- Das letzte Jahr der DDR: Implosion, Einigungsvertrag, „distinct society“ mit Horsta Malinowski-Krum, Berlin 1994
- Sozialdemokratie als Idee und Tradition in der DDR: Versuch eines Problemaufrisses mit H. Niemann, Berlin 1995
- Poltergeist im Politbüro: Siegfried Prokop im Gespräch mit Alfred Neumann, Frankfurt/Oder 1996
- Das SED-Politbüro: Aufstieg und Ende (1949–1989), Berlin 1996
- Ein Streiter für Deutschland: das Wolfgang Harich-Gedenk-Kolloquium am 21. März 1996 im Ribbeck-Haus zu Berlin, Berlin 1996
- Vom Autoritarismus zur demokratischen deutschen Republik (1989/1990), Schkeuditz 1996
- Fanal und Trauma: Beiträge zu Geschichte und Wirkung der Russischen Revolution von 1917 mit Wolfgang Ruge und Klaus Kinner, Leipzig 1997
- Ich bin zu früh geboren: auf den Spuren Wolfgang Harichs, Berlin 1997
- Der historische Platz der DDR: Beiträge aus zwei Debatten im Marxistischen Forum (Januar und Februar 1999), Schkeuditz 1999
- Intellektuelle im Krisenjahr 1953: Enquéte über die Lage der Intelligenz der DDR: Analyse und Dokumentation, Schkeuditz 2003
- Wie kam es zum 17. Juni 1953?, Berlin 2003
- Der 17. Juni 1953 – Geschichtsmythen und historischer Prozess. Konzepte – Zeitzeugen – Chronik der Ereignisse mit Herbert Mayer, Berlin 2003
- Zeitgeschichtsforschung in der DDR – Walter Bartel (1904–1992) – Ein bedrohtes Leben; Beiträge zum 100. Geburtstag von Walter Bartel, Schkeuditz 2005
- Zwischen Aufbruch und Abbruch: die DDR im Jahre 1956, Berlin 2006
- Die unvollendete Einheit: Kolloquium zum 15. Jahrestag des Beitritts der DDR zur Bundesrepublik, Berlin 2006
- Verlorene Träume: zum 60. Jahrestag der Gründung des Kulturbundes mit Dieter Zanker, Berlin 2006
- 1956 – DDR am Scheideweg: Opposition und neue Konzepte der Intelligenz, Berlin 2006
- Wohin treibt die DDR-Erinnerung? Dokumentation einer Debatte mit Martin Sabrow, in: Zeitschrift für Geschichtswissenschaft. Jg. 56, Heft 4, (2008), S. 391
- mit Rainer Holze (Hrsg.): Basisdemokratie und Arbeiterbewegung. Günter Benser zum 80. Geburtstag. Berlin 2012
- „Die DDR hat’s nie gegeben“. Studien zur Geschichte der DDR 1945–1990, Neuruppin 2017
- Lebenswege in der DDR. Skizzen und Beiträge zu Persönlichkeiten aus Kultur, Politik und Wissenschaft, Neuruppin 2019*
- Betrogen von der „Wende“. Mein Leben in Böhmen, der SBZ/DDR und im Beitrittsgebiet. Tagesnotizen von 1983 bis 2003, Berlin 2020, ISBN 978-3-947094-57-8